# Manandoana
Manandoana is een plaats en commune in het centrum van Madagaskar, behorend tot het district Antsirabe II, dat gelegen is in de regio Vakinankaratra. Tijdens een volkstelling in 2001 telde de plaats 10.126 inwoners.
De plaats biedt naast lager onderwijs ook middelbaar onderwijs aan. 90 % van de bevolking werkt als landbouwer en 10 % houdt zich bezig met veeteelt. De belangrijkste landbouwproducten zijn rijst en gerst; andere belangrijke producten zijn tarwe en aardappelen.

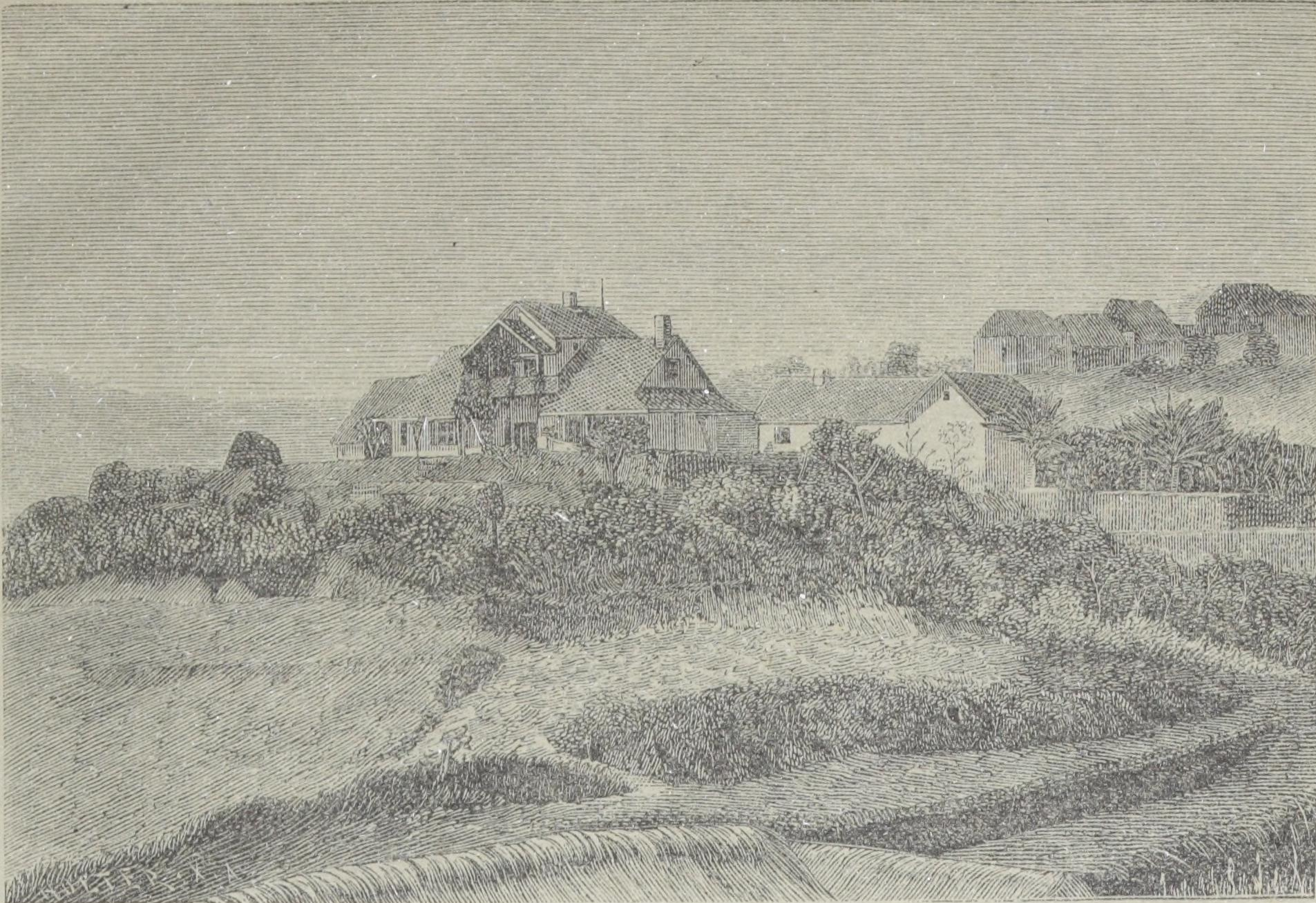
Het dorpje Manandoana in 1885

- Virtual International Authority File: 240067399